# 민코프스키 정리
수론에서 민코프스키 정리(영어: Minkowski’s theorem)는 볼록집합이 어떤 격자점을 포함할 충분조건에 대한 정리다.

## 정의
격자 {\displaystyle L\subset \mathbb {R} ^{n}}과 볼록집합 {\displaystyle S\subset \mathbb {R} ^{n}}이 주어졌다고 하자. 또한, {\displaystyle S=-S}라고 하자 (즉, {\displaystyle S}는 원점에 대하여 대칭이다). 민코프스키 정리에 따르면, 만약
{\displaystyle \operatorname {vol} (S)>2^{n}\det L}
이라면 {\displaystyle S\cap L\neq \varnothing }이다. 즉, {\displaystyle S}는 적어도 하나의 격자점을 포함한다.

## 응용
민코프스키 정리는 수체의 유수(class number)에 대한 민코프스키 상계(Minkowski bound)의 증명에 등장한다. 이에 따라서 수체의 유수가 항상 유한함을 보일 수 있다.
또한, 민코프스키 정리는 라그랑주 네 제곱수 정리의 증명에도 등장한다.

## 역사
헤르만 민코프스키가 1896년 증명하였다.

## 같이 보기
- 픽 정리
- 디리클레 가역원 정리